# Besiekiery
Besiekiery [pronunciación en polaco: /bɛɕɛˈkʲɛrɨ/] es un pueblo ubicado en el distrito administrativo de Gmina Grabów, dentro del Distrito de Łęczyca, Voivodato de Łódź, en Polonia central. Él mentiras aproximadamente 20 kilómetros del norte-del oeste de Łęczyca y 54 kilómetros del norte-del oeste de la capital regional Łódź.

## Lugares de interés
Hay un castillo en ruinas en el pueblo.